# Río Kokcha
El río Kokcha es un río de Asia Central que discurre por el noreste de Afganistán, nace en las montañas del Hindu Kush. Es el principal afluente en Afganistán del río Amu Daria y discurre principalmente por la provincia de  Badajshán y también por la de Takhar.

## Geografía
El Kokcha nace en las montañas orientales de la región del Hindu Kush, en el distrito de Badakhshan Kuran Wa Munjan. Surge de la unión de dos ríos: el Tagab-i-Anjuman y el Tagab-i-Munjan. El Kokcha corre siguiendo la dirección general de sureste a noroeste. Baña Faizabad, capital de la provincia de  Badajshán, y después de cruzar la provincia de Takhar, termina su curso, no lejos de la provincia de  Kunduz, donde desemboca en el Amu Daria en la margen izquierda. En su confluencia se encuentran las ruinas de la importante ciudad helenística de Ai-Khanum.
El área de su cuenca se estima en 21.900 km².

Los distritos de la Provincia de Badajshán - la ubicación de Kuran wa Munjan, Baharak y Faizabad

## Afluentes
Sus dos principales afluentes son el río Warduj, que desemboca en el Kokcha poco después de la ciudad de Baharak, y el río Kichim.

## La cuenca del Kokcha
El Kokcha tiene un caudal abundante que no sólo se beneficia de las nevadas de las montañas y del agua del deshielo de los glaciares, sino también de las lluvias en muchas regiones de menor elevación. Su régimen es principalmente de tipo nivo-glacial.
La cuenca vertiente del Kokcha está formada principalmente por montañas en el 60% de su superficie. Las nieves perpetuas la recubren en un 12%. Las tierras de regadío representan el 3% de la cuenca, mientras que la proporción de tierras de cultivo de secano y regadas por la lluvia, es del 18%.

## El caudal en la estación de Khajaghar
El caudal del Kokcha se observó durante 3 años (1964-1966) en Khajaghar o Khwaja Ghar, que se encuentra justo antes de la confluencia del río con el Amu Daria.
En Khajaghar, el caudal promedio anual o  módulo observado durante este período fue de 181 m³/ segundo para una cuenca de 20600 km².
El coeficiente de escurrimiento alcanzó la cifra de 124 milímetros por año.
Promedio mensual del caudal de Kokcha medido en la estación de aforo de Khajaghar
(Datos calculados sobre 3 años, en m³/s)